# 文京台南町公園
文京台南町公園（ぶんきょうだいみなみまちこうえん）とは、北海道江別市文京台南町62・63番地にある公園である。
公園は谷あいの地系になっており、周辺の住宅地から見下ろせる特殊な土地になっている。

## 特徴
文京台南町公園は、少し変わった形の公園である。沢地を利用して作られた迷路のような散策路を歩いていくと、ナス・カボチャ・キュウリなどの野菜のモニュメントなどがあるほか、遊具広場には大木をイメージしたタワーや汽車の形をした木製遊具、ロープジャングルなど、印象的な遊具がある。
敷地は札幌学院大学の横から食品加工研究センターの横の通りの近くまで伸びる細長い公園で、端から端まで歩くと10分程度かかる。ムクドリ・ウグイス・シジュウカラ・ゴジュウカラ等の野鳥も生息しており、自然環境も良好である。

## 設備など
- トイレ[1]
- 駐車場（文京台地区センターにて施錠管理）[1]
- 遊具[1]

### 遊具の新調
文京台南町公園は、2020年（令和2年）8月上旬～11月中旬にかけ、遊具改築工事を行った。大木をイメージしたタワーが印象的な複合遊具で、高さのある滑り台やターザンロープを設置したほか、小さい子が遊べるようスイング遊具や回転遊具も新たに設置した。

## 出来事
- 2024年10月26日 - 公園内で男性の遺体が発見される[6]。後日、6人が逮捕され、うち2人が強盗致死などで起訴された[7]。